# Cymothoa rotundifrons
Cymothoa rotundifrons là một loài chân đều trong họ Cymothoidae. Loài này được Haller miêu tả khoa học năm 1880.